# Arene venustula
Arene venustula är en snäckart som beskrevs av Carlos Guillermo Aguayo och Alfred Rehder 1936. Arene venustula ingår i släktet Arene och familjen turbinsnäckor. Inga underarter finns listade i Catalogue of Life.